# Zéphirin Belliard
Pour les articles homonymes, voir Belliard.
Zéphirin Félix Jean Marius Belliard, né à Marseille le 16 février 1798 et mort à Aix-en-Provence le 28 mars 1871, est un lithographe et peintre miniaturiste français.

## Biographie
Fils d'orfèvre, il s'inscrit à l'école des beaux-arts de Paris en 1817. Il est notamment l'élève d'Augustin Aubert et de Paulin Guérin.
Il expose au Salon de Paris entre 1822 et 1843.

## Œuvre

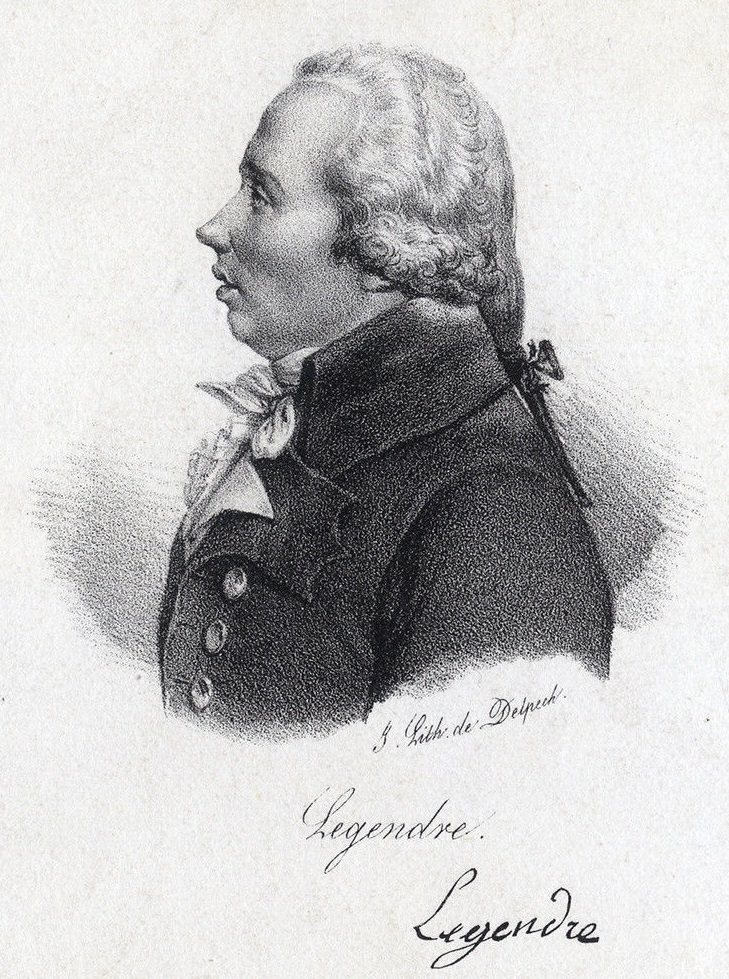
Louis Legendre, lithographie de François Delpech d'après un portrait par Zéphirin Belliard.

Il pratiquait notamment le dessin lithographié de portraits de personnalités (d'après des tableaux peints par d'autres, contemporains ou non).
C'est dans son atelier marseillais qu’Honoré Daumier, dont le père était un ami de Belliard, découvre la lithographie.